# カタルーニャ君主国

カタルーニャ君主国
Principat de Catalunya

カタルーニャ君主国の版図（1349年 - 1640年）

カタルーニャ君主国またはカタルーニャ公国（カタルーニャ語: Principat de Catalunya, アラン語: Principautat de Catalonha, アラゴン語: Prencipato de Catalunya, スペイン語: Principado de Cataluña, フランス語: Principauté de Catalogne, ラテン語: Principatus Cathaloniae）は、イベリア半島北東部にかつて存在した国家。現在は大半がスペインのカタルーニャ州に属し、一部がフランス南部ピレネー＝オリアンタル県となっている。「君主国」ないし「公国」という呼称については後述する。
カタルーニャ君主国は、レコンキスタ時代に生じたスペイン辺境領の別々の伯爵領が、バルセロナ伯の支配下で連合したものである。1137年、アラゴン女王ペトロニラ（パルネリャ）とバルセロナ伯ラモン・バランゲー4世の結婚により、アラゴン連合王国の一部と見なされるようになったが、実際はカタルーニャ君主国とアラゴン王国は対等な関係であった。ラモン・バランゲー4世の子アルフォンソ2世は、アラゴンではアラゴン王ではあったが、カタルーニャではバルセロナ伯アルフォンス1世を名乗った。
カタルーニャ君主国という呼称はスペイン第二共和政時代まで使用されたが、君主制との歴史的関係を理由に使用されなくなった。現在でも時折使われることがある。

## カタルーニャの成立
イベリア半島の地中海沿岸地方のように、古代ギリシャ人がロザス（現ジローナ県の自治体）を植民地化した。ギリシャ人・カルタゴ人はどちらもイベリア人住民に影響を及ぼした。カルタゴの敗退後、ローマ属州ヒスパニアの一部となり、首都タラッコ（現在のタラゴナ）がイベリア半島におけるローマの駐屯地となった。

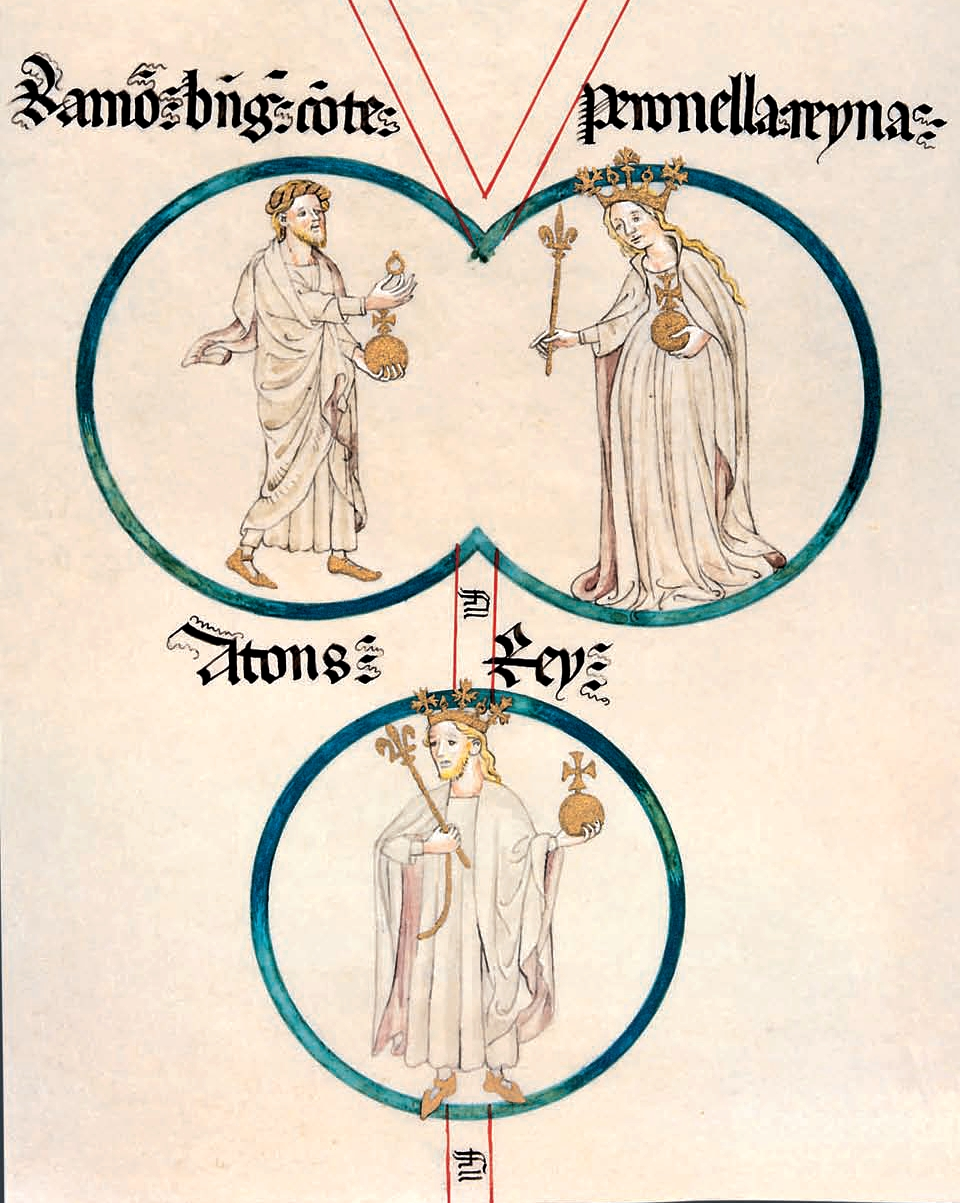
アラゴン王国の家系を示す絵。ラモン・バランゲー4世と女王ペトロニラ、2人の長男であるアルフォンソ2世が描かれている。

ローマ帝国の崩壊後、事実上西ゴート族が支配したが、8世紀にアルアンダルスのムーア人が権力を掌握した。太守のアブドゥル・ラフマーン・アル・ガフィキワ軍が732年のトゥール・ポワティエ間の戦いで退けられると、ムーア人が治めていたかつての西ゴート王国領をフランク人が征服した。そしてカタルーニャ北部の諸伯領とは同盟関係を結んだ。795年、カール大帝はスペイン辺境領の名で知られる緩衝地帯を創設した。この緩衝地帯は、地元諸侯が治める別々の小王国からなるセプティマニア地方を越え、ウマイヤ朝支配下のアルアンダルスのムーア人とフランク王国間の防衛用の盾にされた。
カタルーニャ文化は中世に発展を始めた。カタルーニャ北部の至る所で小さな伯領が組織され、これらの弱小国からカタルーニャ文化が生まれた。バルセロナ伯はフランク王国に臣従を誓っていた（801年から987年まで）。
987年、バルセロナ伯ボレイ2世はユーグ・カペーを（西）フランク王と承認するのを拒否し、これによってバルセロナ伯はフランク王国のくびきから脱した。1137年、バルセロナ伯ラモン・バランゲー4世はアラゴン女王ペトロニラ（パルネリャ）と結婚、アラゴン王国との同君連合によるアラゴン連合王国が成立した。
1258年のコルベイユ条約締結までは、フランス王は公式にカタルーニャ君主国及びアラゴン王国への封建的宗主権を放棄しなかった。この条約は、フランス支配からアラゴン人の支配への合法な過渡期の中で、カタルーニャを事実上の独立国家へと転換させたものである。これは歴史的な不平等も解消した。アラゴン王国の一部として、カタルーニャは大きな海事力を持つようになり、バレンシア、バレアレス諸島、サルデーニャ島やシチリア島までの貿易や征服の拡大が進んだ。
1265年、バルセロナにおける市議会として百人議会（en、クンセイ・ダ・サン）が誕生した。議員定数100人と決められていたことからこの名がついた議会は、カタルーニャにおける地方自治の象徴であった。

### 1283年のカタルーニャ憲法

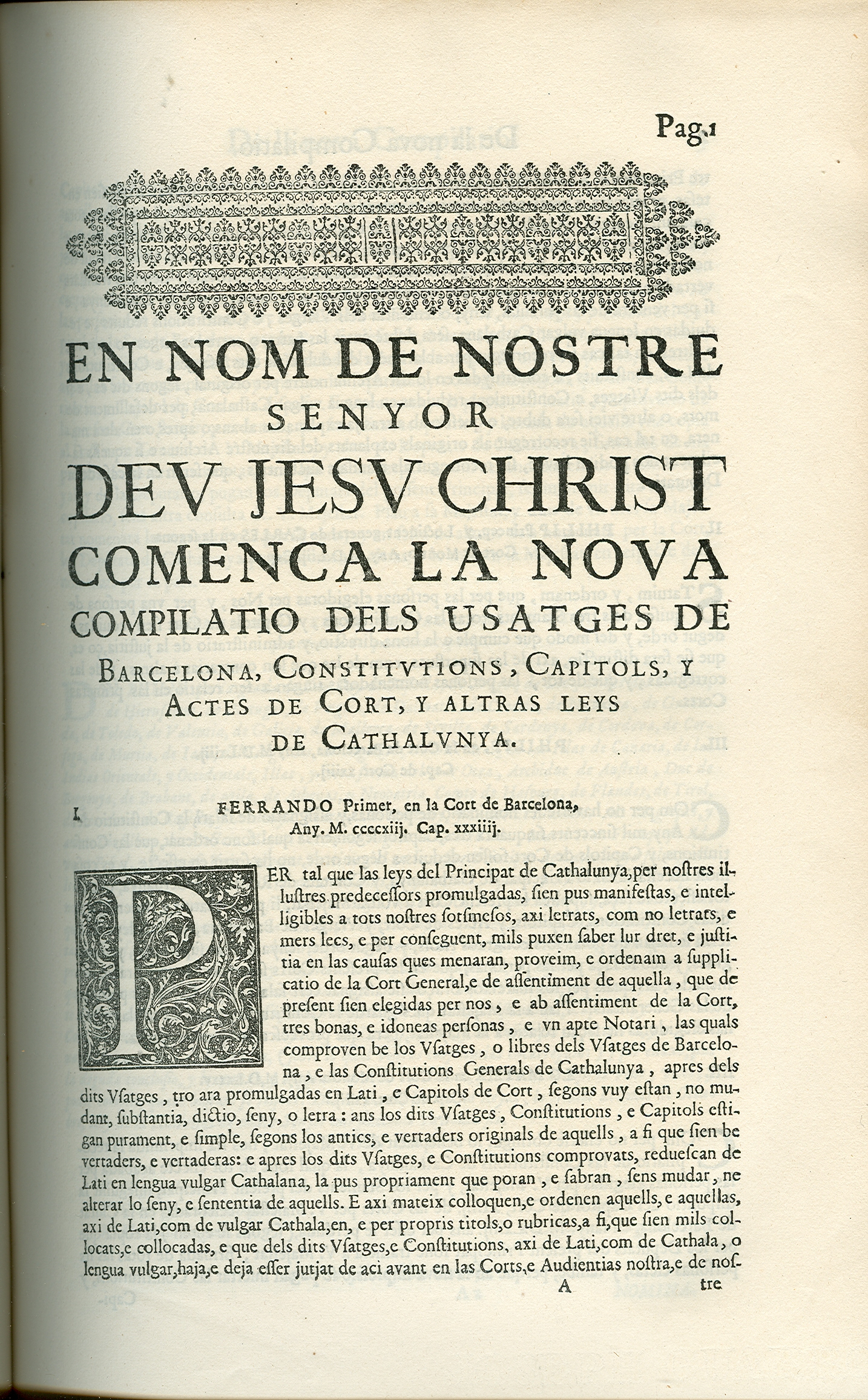
1413年に編纂されたカタルーニャ憲法

初めてのカタルーニャ憲法はジャウマ1世時代の1283年にバルセロナで開催されたカタルーニャ議会（コルテスと同義で、カタルーニャ語ではコルツ）から生まれた。この時、全ての法律の成立にコルツの承認が必要とされることが決められた。1192年以降から行われているコルツは、最初カタルーニャ各地を巡回して開催された。最後の憲法は1702年の議会によって発布された。カタルーニャの憲法及び他の権利の編集は、ローマ法典の伝統にならった。13世紀からの歴史を持つジャナラリター・デ・カタルーニャ（議会の常設代表部。現在のカタルーニャ自治州政府もジャナラリターを名乗る）は、ヨーロッパ大陸最初の政府の一つであった。やがてジャナラリターは、王が不在であったり、戦争のような非常事態になれば、君主に代わってカタルーニャを統治した。

### 中世以後のカタルーニャ

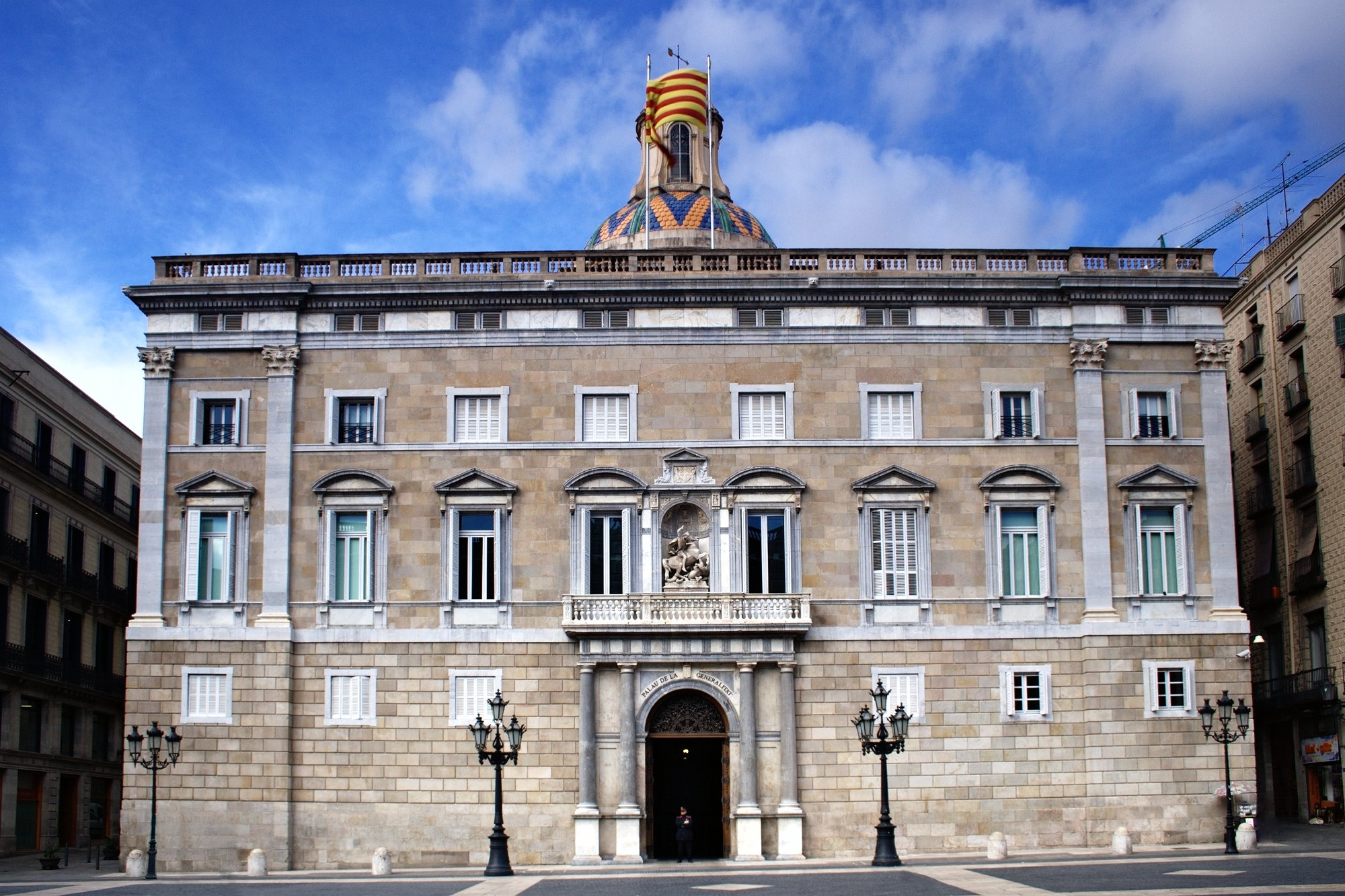
現在のジャナラリター庁舎

カスティーリャ女王イサベル1世とアラゴン王フェルナンド（フェラン）2世の結婚によって、イベリア半島のキリスト教王国が（ポルトガル王国、および1513年に併合されたナバラ王国を除いて）統合された1492年、最後まで残っていたグラナダ周辺のアル＝アンダルスの残党が征服され、レコンキスタが完了した。そして同時期にはアメリカ大陸進出が始まった。政治的権力はアラゴンからカスティーリャへ移り始め、その結果としてカタルーニャはスペイン帝国の一部となり、世界征服のためヨーロッパで頻発する戦争に従事した。
長期間、カタルーニャは独自の法と憲法を維持し続けた。しかしこの法的・行政的特権は、封建国家から近代国家へと移り変わり、スペイン継承戦争の結果カタルーニャがブルボン家に最終的に敗退させられるまで、可能な限りカタルーニャから権力をもぎ取ろうとするスペイン王との格闘が続き、徐々に浸食されていった。続く数世紀以上の間、カタルーニャは、スペインでのさらなる中央集権化へ結びつく連戦で、全般的に敗者の側であった。フェリペ4世が締結した1659年のピレネー条約後、ルサリョー、クンフレン、ヴァリャスピー、サルダーニャ北部がフランスへ割譲された。近年のこの一帯は北カタルーニャ（フランス語名：ルシヨン）として知られている。

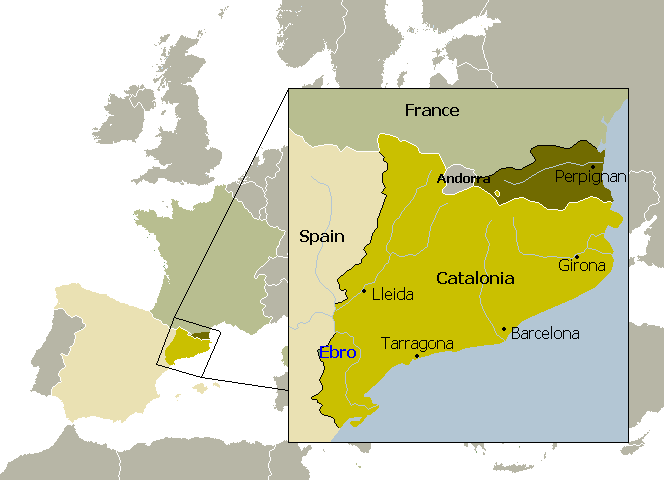
1659年のピレネー条約で分断されたカタルーニャ君主国

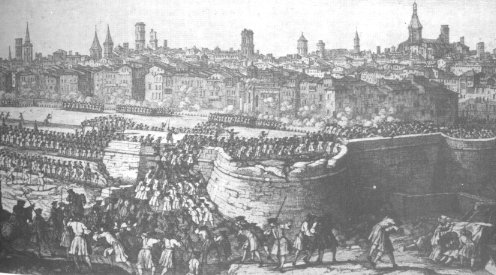
バルセロナ包囲戦

フランスへ割譲された旧カタルーニャ領ではカタルーニャ憲法が抑圧され、カタルーニャ語の公での使用が禁止された。現在、この地域はピレネー＝オリアンタル県となっている。
スペイン継承戦争において、カタルーニャはハプスブルク家のカール大公（後の神聖ローマ皇帝カール6世）を担いで敗退した。第3次バルセロナ包囲戦の終わった1714年9月11日は、現在カタルーニャの公式の休日となっている。勝者となったブルボン家のアンジュー公フィリップはフェリペ5世として即位し、新国家基本法（Nueva Planta decrees）によってアラゴン連合王国の旧制度、そして残存するカタルーニャ憲法全て（その他コルツ、ジャナラリター、百人議会も同様）を廃止し、行政・司法の場でのカタルーニャ語の使用を禁じた。
18世紀と19世紀の間、スペイン支配下のカタルーニャは、対アメリカ大陸貿易の解禁（それまでは対アメリカ貿易参加をカタルーニャは禁じられていた）、スペイン政府による保護貿易政策実行によって恩恵を受け、スペインにおける産業革命の中心となった。今日までカタルーニャは、マドリードやバスク州と共に、スペインで最も工業化の進んだ地域である。20世紀に入ってからの30年間、スペイン領カタルーニャは数度にわたって多様な自治権を得たり失ったりした。しかしスペイン内戦（1936年 - 1939年）でスペイン第二共和政が打破された後に権力を掌握したフランシスコ・フランコの独裁政権によって、カタルーニャをはじめとするスペイン各地方の自治権と文化は弾圧を受けた。公共の場でのカタルーニャ語の使用は、事実上の復権期間後に再度禁止された。
フランコ独裁は、1975年の彼の死とともに終わった。その後のスペインの民主体制への移行において、カタルーニャは政治的・文化的な自治を回復した。現在はカタルーニャ自治州となっている。それに比べ、北カタルーニャの自治権ははるかに制限されている。

## 「君主国」という呼称

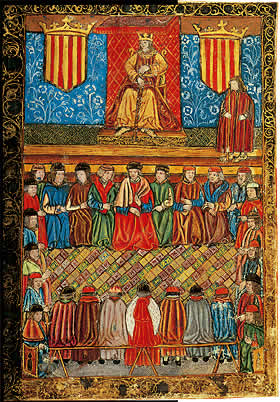
15世紀のジャナラリターの図

カタルーニャ君主国という名称は、カタルーニャ語ではPrincipat de Catalunya、英語ではPrincipality of Cataloniaとなる。日本語ではprincipalityは通常、公国または大公国と訳されるため、「カタルーニャ公国」と訳されることも多い。これは誤りではないが、公（プリンス、prince）が統治した国ではないため、本項では「君主国」の訳語を採っている（後述のように「君主国」ないし「公国」は誤解に由来する名称であり、「公国」はこの誤解を正しく反映した、ある意味正確な訳語である）。
バルセロナ伯ラモン・バランゲー4世はアラゴン女王ペトロニラと結婚した際、2人の間の子孫が「バルセロナ伯」に加えて「アラゴン王」を称することとしたが、自身は女王の王配として「プリンケプス」（princeps、貴族の第一人者を意味するラテン語）を称した。
プリンケプスの称号が（アラゴン王国においてであるが）使用されたのは、長男アルフォンソ（アルフォンス）2世が成人し、アラゴン王兼バルセロナ伯（その支配領域にはカタルーニャを含む）となるまでの短い期間であった。成人したアルフォンソ2世もその子孫たちも二度とプリンケプスを使わず、アラゴン王を称した。
14世紀、カタルーニャのローマ法学者は、上述の「プリンケプス」を領主の称号としての意味（すなわち通常「公」と訳される意味）と解釈した。したがってその領地を「公国」（principatus）、すなわちカタルーニャ公国（カタルーニャ君主国、Principatus Cathaloniae）と呼び、王国の地位を持っていないことを明示した。例えば、1362年から1363年アラゴンにおけるコルツ法令（Actas de las cortes generales de la Corona de Aragón 1362-1363）に見られるようにである。公的記録上、「カタルーニャ君主国」という語の初出は、1350年パルピニャー（現ペルピニャン）でペドロ（ペラ）4世臨席の下に開かれたコルツにおけるものである。
当時、別にバルセロナ伯領（Comitatus Barchinone）という語も使われていたが、バルセロナ伯の支配下には、本来の意味のバルセロナ伯領以外にもウルジェイ伯領のような多くの伯領が加わっていた。このためバルセロナ伯領の支配する領地全体を指す別の名称を作る必要が生じており、カタルーニャ君主国という名称が適当と考えられたのである。カタルーニャは、それぞれバルセロナ伯領とその他の伯領を包含する地域名だったからである。
「カタルーニャ君主国」あるいはその省略形としての「君主国」という用語は、カタルーニャという地域そのものの多様な定義ともあいまって、長く公的な地位を持つに至らなかった。しかしのちにフェリペ5世がヌエバ・プランタ法令においてカタルーニャ地域の領土を記述するためにこの語を用い、公的用語としても定着した。1931年、スペインの共和主義勢力はこの名称を廃止する途を選んだ。歴史的に、この用語が君主制（monarchy）と関係していたためだった。 
カタルーニャ自治憲章 (en) 、スペイン1978年憲法、フランス共和国憲法のいずれにもこの「カタルーニャ君主国」なる語は現れない。しかしカタルーニャのナショナリストや独立運動家の間では（両者とも大部分は共和制支持であるにもかかわらず）、割合に人気のある呼び方である。